# Friedrich August Feddersen
Friedrich August Feddersen (* 26. Mai 1838 in Wester-Schnatebüll; † 15. Juli 1908 in Flensburg) war ein deutscher Pastor und Schriftsteller.

## Leben
Feddersen war der Sohn des Porträtmalers Hans Peter Feddersen d. Ä. Er war seit 1877 Diakon und seit 1880 Pastor in Niebüll. Er gehörte zu den Gründern des ersten Friesischen Vereins in Niebüll-Deezbüll und verfasste Gedichte in friesischer Sprache. Daneben war er sozial engagiert.

## Veröffentlichungen
- Die kirchlichen Gefahren der Orthodoxie: Eine kirchliche kristische Darstellung, Flensburg 1870.
- Nibelungenkranz: Balladen und Dichtungen. Richter, Hamburg 1876.
- Deutsche Kaiserlieder. Moje, Deezbüll 1878.
- Kornblume und Eichenblatt: 1870–1880; Ein Kaiser-Gedenkkranz. J. F. Richter, Hamburg 1880.
- Lutherlieder: 1483–1883; eine Jubiläumsgabe. Lühr & Dircks, Garding 1883.
- Rüm Hart: Gedichte eines Nordfriesen. Verlag der Albumstiftung, Berlin u. a. 1887.
- Mutterlieder. Hinstorff, Danzig 1889.
- „Ich hab's gesagt!“ Zeit- und Streitgedichte. C. Hinstorff, Danzig 1891.
- Christlich-Sozial: moderne Psalmen. Bibliographisches Bureau, Berlin 1895.
- Das Glück des Dorfes: Ein Zukunftstraum. A. Deubner, Berlin 1896.
- Erzählungen eines Dorfpredigers: Bilder u. Skizzen vom Lande, 2 Bde., Clauß & Feddersen, Hanau 1900–1903.
- Jesus: Eine dramat. Dichtung. Clauß & Feddersen, Hanau 1906.
- Der Dorfprediger Friedrich August Feddersen, 1838–1908: Skizze eines Lebens in Briefen. B.H. Feddersen, Kleiseerkoog 1975.